# 微型穆斯堡尔光谱仪
微型穆斯堡尔光谱仪（MIMOS II）是小型化的穆斯堡尔光谱仪，由德国美因茨约翰内斯古腾堡大学的戈斯塔·克林格霍夫(Göstar Klingelhöfer)博士所开发，主要用于火星探测漫游者勇气号和机遇号上对火星表面含铁岩石和土壤进行近距离矿物研究。
微型穆斯堡尔光谱仪在发射时使用了约300毫居里的钴-57作为伽马射线源，在火星主要探测期间有6-12小时的时间来获取标准穆斯堡尔光谱，具体取决于总含铁量和所存在的含铁相。钴-57的半衰期只有271.8天（因此，现在在火星上的测量时间已延长了十多年）。
火星上所使用的微型穆斯堡尔光谱仪探头约为9厘米x5厘米x4厘米，重约00克。
微型穆斯堡尔光谱仪系统还包括约100克重的电路板。

## 延伸阅读
- 微型穆斯堡尔光谱仪[]25幅幻灯片演示。